# Betty Box
Betty Evelyn Box OBE, född 25 september 1915 i Beckenham, Kent, död 15 januari 1999 i Chiltern District, Buckinghamshire, var en brittisk filmproducent.

## Filmografi i urval
- 1945 – Sjunde slöjan
- 1953 – På galej i Boulogne
- 1954 – Doktorn är här
- 1955 – Doktorn går till sjöss
- 1957 – Doktorn är lös
- 1959 – De 39 stegen
- 1960 – Doktorn är kär
- 1963 – Doktorn på vift
- 1964 – Agent med het lösen
- 1966 – Doktorn går till sängs
- 1968 – Attentat planeras